# Жонсьник (Вишковський повіт)
Жонсьник (пол. Rząśnik) — село в Польщі, у гміні Жонсьник Вишковського повіту Мазовецького воєводства.
Населення — 1715 осіб (2011).
У 1975-1998 роках село належало до Остроленцького воєводства.

## Демографія
Демографічна структура станом на 31 березня 2011 року:
|          | Загалом | Допрацездатний вік | Працездатний вік | Постпрацездатний вік |
| -------- | ------- | ------------------ | ---------------- | -------------------- |
| Чоловіки | 859     | 191                | 592              | 76                   |
| Жінки    | 856     | 201                | 504              | 151                  |
| Разом    | 1715    | 392                | 1096             | 227                  |